# Nouvelle-Saraï
La Nouvelle Saraï (Saray al-Jadīd), souvent dite Saraï Berke, est la seconde capitale de la Horde d'Or, où se déplacera le pouvoir mongol sous Özbeg khan.
Cette cité ne doit pas être confondue avec Saraï Batu, la première capitale de la Horde d'Or, sur la basse Volga, ni avec la Petite Sarai ou Sarai-Juk, le chef-lieu sur l'Oural de la Horde Nogaï.

## Histoire
La Nouvelle Saraï est située sur la rive gauche de la rivière Akhtouba, un bras de la Volga, dans l’actuel oblast de Volgograd, en Russie, près du village moderne de Tsarev.
Sa fondation est traditionnellement attribuée à Berke khan, autour de 1260, mais seule la construction d'un palais par le khan Özbeg vers 1330 en fit une ville imporatante, qui devint rapidement l'un des principaux centres administratifs, commerciaux et religieux de la Horde d’Or.

## Incertitude
L'emplacement de cette ville disparue est débattue, indépendamment de la fréquente confusion avec Saraï Batu du fait de son appellation “Saraï Berke”. Une théorie soutient que le site de  Tsarev n'est pas la Nouvelle Saraï mais la ville de Gülistan, site connu pour être le centre de frappe monétaire de la Horde d'Or. L'autre théorie admet que le site de Tsarev correspond bien à la ville de Gülistan et qu'il s'agit également de la Nouvelle Saraï. Ces hypothèses ne font pas encore consensus.